# 在間進
在間 進（ざいま すすむ、1944年4月 - 2023年4月13日）は、日本の言語学者。専門は、ドイツ語学。
東京外国語大学名誉教授。

## 略歴
- 1967年　東京外国語大学外国語学部ドイツ語学科卒業
- 1969年　東京外国語大学大学院外国語学研究科 ゲルマン系言語専攻 修士課程修了
- 1969年　熊本大学法文学部 助手
- 1971年　同 講師
- 1973年　Institut für deutsche Sprache 専任研究員
- 1976年　東京都立大学 (1949-2011) 助教授
- 1979年　東京外国語大学外国語学部 助教授
- 1991年　同 教授

　　2001年から副学長、2005年から2008年まで、理事を兼務。
- 2008年　東京外国語大学 名誉教授

## 著書
- エクセル独和辞典［新装版］(郁文堂、2004)
- ドイツ語研究の方法論(日本独文学会研究叢書011、2002)
- 詳解ドイツ語文法(大修館、1992)